# Lista de representantes permanentes da Espanha nas Nações Unidas
Esta é uma lista de representantes permanentes da Espanha, ou outros chefes de missão, junto da Organização das Nações Unidas em Nova Iorque.
A Espanha foi admitida como membro das Nações Unidas a 14 de dezembro de 1955.
| Início | Término | Representante permanente (Chefe de missão) | Cargo                    | Credenciais |
| ------ | ------- | ------------------------------------------ | ------------------------ | ----------- |
| 1956   | 1963    | José Félix de Lequerica                    | Representante permanente |             |
| 1964   | 1967    | Manuel Aznar Zubigaray                     | Representante permanente |             |
| 1968   | 1972    | Jaime de Piniés                            | Representante permanente |             |
| 1972   | 1973    | Jaime Alba y Delibes                       | Representante permanente |             |
| 1973   | 1985    | Jaime de Piniés                            | Representante permanente |             |
| 1986   | 1987    | Fernando Morán López                       | Representante permanente |             |
| 1987   | 1991    | Francisco Villar y Ortiz de Urbina         | Representante permanente |             |
| 1991   | 1996    | Juan Antonio Yáñez-Barnuevo                | Representante permanente |             |
| 1996   | 1997    | Carlos Westendorp                          | Representante permanente | 1996-07-17  |
| 1997   | 2004    | Inocencio Arias                            | Representante permanente | 1997-08-06  |
| 2004   | 2010    | Juan Antonio Yáñez-Barnuevo                | Representante permanente | 2004-05-21  |
| 2010   | 2012    | Juan Pablo de Laiglesia                    | Representante permanente | 2010-12-16  |
| 2012   | 2013    | Fernando Arias González                    | Representante permanente | 2012-04-09  |
| 2014   | atual   | Román Oyarzun Marchesi                     | Representante permanente | 2014-01-09  |